# Tentaculita
Ne doit pas être confondu avec Tentaculata.
Classe
Les Tentaculita constituent une classe éteinte d'animaux marins vivants dans des tubes calcaires. Réputés proches des mollusques, ils sont aujourd'hui plutôt considérés comme des brachiozoaires, un clade qui regroupe les brachiopodes et les phonoridiens.
Les Tentaculita ont vécu de l'Ordovicien inférieur (Grande biodiversification ordovicienne) jusqu'au Jurassique moyen, il y a environ entre −480 et −165 Ma (millions d'années). Ils abondent au Silurien et au Dévonien.
Les Tentaculita sont souvent appelés « tentaculites », nom qui ne doit pas être confondu avec le genre Tentaculites (famille des Tentaculidae de la classe de Tentaculita).

## Description
La morphologie de ces tubes, d'une taille généralement de plusieurs millimètres de long, est extrêmement variée. Les animaux vivent librement ou fixés (encroûtants) sur le substrat ou sur d'autres coquillages comme de grands brachiopodes. Les tubes présentent fréquemment des resserrements (constrictions) réguliers. Les tubes calcaires sont soit rectilignes, soit incurvés, soit enroulés à plat ou en « serpentin ». Les Tentaculita vivent soit isolés, soit en groupes jointifs ou non.
Ces différences importantes ont conduit à subdiviser le taxon en plusieurs sous-taxons, dont :
- des formes libres :
  - ordre des Chonioconarida ;
  - ordre des Dacryoconarida ;
- des formes fixées, encroûtantes :
  - ordre des Trypanoporida ;
  - ordre des Microconchida ;
  - genre Anticalyptraea ;
  - genre Tymbochoos ;
  - famille des Cornulitidae.

## Position taxonomique
La position taxonomique des Tentaculita n'est pas clairement établie comme en témoignent les nombreuses affinités taxonomiques qui leur ont été prêtées.
Ils ont été rattachés ou rapprochés de très nombreux taxons :
- mollusques ;
- annélides ;
- cnidaires ;
- brachiopodes ;
- bryozoaires ;
- phoronidiens ;
- éponges.

Une analyse cladistique conduite sur les Tenticulata par O. Vinn et M. Zatoń en 2012 les rapprochent des Brachiozoa, un clade qui regroupent les  brachiopodes et les phonoridiens, ils sont un peu plus éloignés des mollusques et des bryozoaires, et n'ont pas d'affinités avec les cnidaires, les bryozoaires et les éponges.
Ces auteurs les placent donc au sein du clade ou super-embranchement des Lophotrochozoa, très probablement comme des brachiozoaires.